# Layla (film)
Layla är en brittisk romantikfilm från 2024, skriven och regisserad av Amrou Al-Kadhi i sin regidebut.

## Handling
Medan hen navigerar sin identitet kring vänner och familj blir Layla, en icke-binär brittisk-palestinsk dragqueen bosatt i London, kär i Max, en reklamchef.

## Rollista (i urval)
- Bilal Hasna – Layla
- Louis Greatorex – Max
- Safiyya Ingar – Princy
- Terique Jarrett – Felix
- Darkwah – Lucilla
- Sarah Agha – Fatima
- Rebecca Lucy Taylor – Emily
- Buket Kömür – Sara
- Emma McDonald – Areej
- Ghazi Al Ruffai – Travis

## Produktion
Savannah James-Bayly producerade filmen för Fox Cub Films. Bland exekutiva producenter finns Farhana Bhula från Film4, Kristin Irving från BFI, Mary Burke från Public Dreams samt Nina Yang Bongiovi och Forest Whitaker från Significant Productions. Huvuddelen av inspelningen ägde rum i östra London under sex veckor och avslutades i december 2022.

## Premiär
Film4 innehar rättigheterna för tv-distribution i Storbritannien och Irland. En första bild från filmen publicerades i december 2022. Layla valdes ut av BFI och British Council till Great8-programmet vid Cannes Marché 2023. Filmen hade premiär i sektionen World Cinema Dramatic Competition vid Sundance Film Festival 2024.